# Facebook
Facebook（フェイスブック）は、オンライン・ソーシャルメディアおよびソーシャル・ネットワーキング・サービス（SNS）であり、アメリカ合衆国カリフォルニア州メンローパークに本拠地を置くMeta（旧: Facebook, Inc.）の旗艦サービスである。
Facebookという名前は、アメリカの一部の大学が学生間の交流を促すために入学した年に提供している本の通称である「フェイスブック」（face book）に由来している。

## 概説
2004年にマーク・ザッカーバーグと、ザッカーバーグのハーバード大学のルームメイトで同級生だったエドゥアルド・サベリンが創業した。その後アンドリュー・マッコーラム、ダスティン・モスコヴィッツ、クリス・ヒューズなどが加わった。
当初は、会員はハーバード大学のドメインのメールアドレスを持つ学生に限定されていたが、ボストン地域の大学、アイビーリーグの大学、スタンフォード大学へと対象が拡大されていった。徐々にさまざまな大学の学生も対象に加わり、やがて高校生にも開放され、最終的には13歳以上のすべての人に開放された。現在のFacebookでは、ユーザー登録時に13歳以上であることを宣言すれば誰でも会員になれる。
サイトの利用前に必要なユーザー登録を行うと、個人プロファイルの作成、ほかのユーザーをフレンドに追加、メッセージの交換、プロファイル更新時の自動通知の受信を行うことができる。加えて、ユーザーは共通の関心を持つユーザーグループへ参加することができるようになる。ユーザーグループは、会社、学校・大学、ほかの属性で分類されている。また、フレンドを「職場の同僚」「親しい友人」といったリストに入れて分類することができる。
2005年5月に、Accel Partnersが1270万ドルを投資し、ジム・ブレイヤーは個人資金から100万ドルをAccel Partnersの投資資金に追加した。2009年1月のCompete.comによる調査は、ワールドワイドな月間アクティブユーザー数によるランキングで、Facebookをもっとも利用されているソーシャル・ネットワーキング・サービスにランクした。『エンターテインメント・ウィークリー』誌は、過去10年間の"ベスト"リストにFacebookを選び、「Facebookが存在する前の世界は、どうやって元カノにこっそりつきまとったり、会社の同僚の誕生日を忘れないようにしたり、友人をむかつかせたり、Scrabulousみたいな熱狂的なゲームをプレイしていたんだろう？」と述べている。当初は学生のみに限定していたが、2006年9月26日以降は一般にも開放された。日本語版は2008年に公開された。
同じMeta社が運営するInstagramやThreadsとは異なり、個人での使用では実名登録制となっている。ハンドルネームなどを使った通名・匿名での登録は基本的にできない上に、個人情報の登録も必要となっている。公開後、急速にユーザー数を増やし、2010年にサイトのアクセス数がGoogleを抜き話題になる。2011年9月、世界中に8億人のユーザーを持つ世界最大のSNSになった。
2012年9月、Facebookのアクティブユーザー数は10億人を超えた。ただし、そのうち8.7%は偽物である。2011年5月のコンシューマー・レポートの調査によると、サービスの利用規約に違反する13歳未満の子供のユーザーが750万人、10歳未満の子供のユーザーが501万人いる。2012年において、Facebookは180ペタバイトのデータを持ち、24時間毎に0.5ペタバイトのデータが増加している。
2012年2月1日にFacebookは最初の株式公開を行い、カリフォルニア州メンローパークに本部を移転した。Facebookは、2012年5月18日からNASDAQ市場で株式の売却を開始した。2012年の売り上げ51億ドルによって、Facebookは2013年5月に発行されたフォーチュン500で462位にランクされ、初めてフォーチュン500に選ばれた。2012年、ウェビー賞を受賞。2016年第2四半期は営業利益2830億円、前年同期比116%増となった。月間利用17億1200万人（同社子会社インスタグラムは月間5億人）を数える。
カスタマイズ性の点においては、基本的にプレーンテキストのみに対応しているが、Ajaxに対応していたり、自分の好きなアプリケーション（アプリ）を選択して追加できたりするなど、最新の技術に対応している。これらアプリケーションは、Facebookが開発したものよりも、一般のユーザーが開発したものが多い。一般ユーザがさまざまなアプリケーションを開発し、Facebookのツールとして公開できることで、Facebookはそれ自身が持ち備えている性能を超えてサービスを提供することができる。
また、モバイル端末にも対応しており、BlackBerryやAndroidなどでは専用ウィジェットが用意され、iPhoneやiPod touchに搭載されたSafariでアクセスすると、専用画面でサービスを提供している。iPhone、iPadなどのiOS搭載端末や、Android用のアプリも別途用意されている。
Meta社は、Instagramが象徴的なように、短期の利益よりも投資を優先し、利益計上を今のところはしないていない。しかしながら、Googleと並ぶ世界最大の広告企業となっている。トラフィックの点で、月間約250億（2019年5月）の訪問を有するFacebookは、同770億のGoogleと併せて、世界全体の2大ウェブサイトとなっている。
中古品売却や住宅・求人などさまざまな募集広告を出せる「Facebook Marketplace」、ほかのユーザーに直接メッセージを送ることのできる機能もある。また、写真や動画のアップロード（Facebook Video）にも対応している。容量制限はない。604ピクセルを超える写真に関しては、長辺が604ピクセルになるよう縮小される。Facebook内の専用ページや外部サイトでの購買活動と連動して、自分の友人が何を買ったか、どの映画や音楽を高評価したかなどの形で広告が出る「Social Ads」もある。

## 歴史

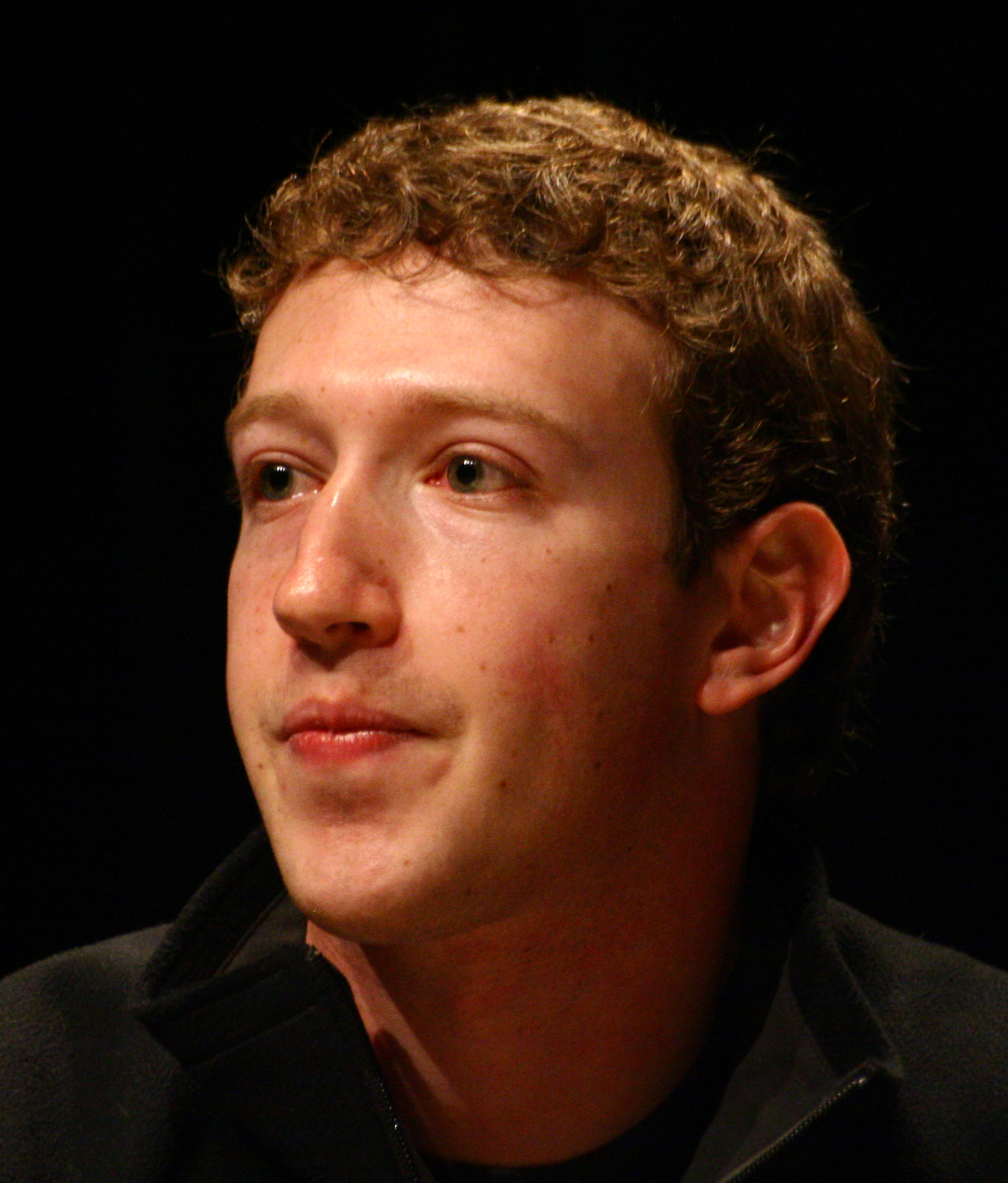
創業者のマーク・ザッカーバーグ

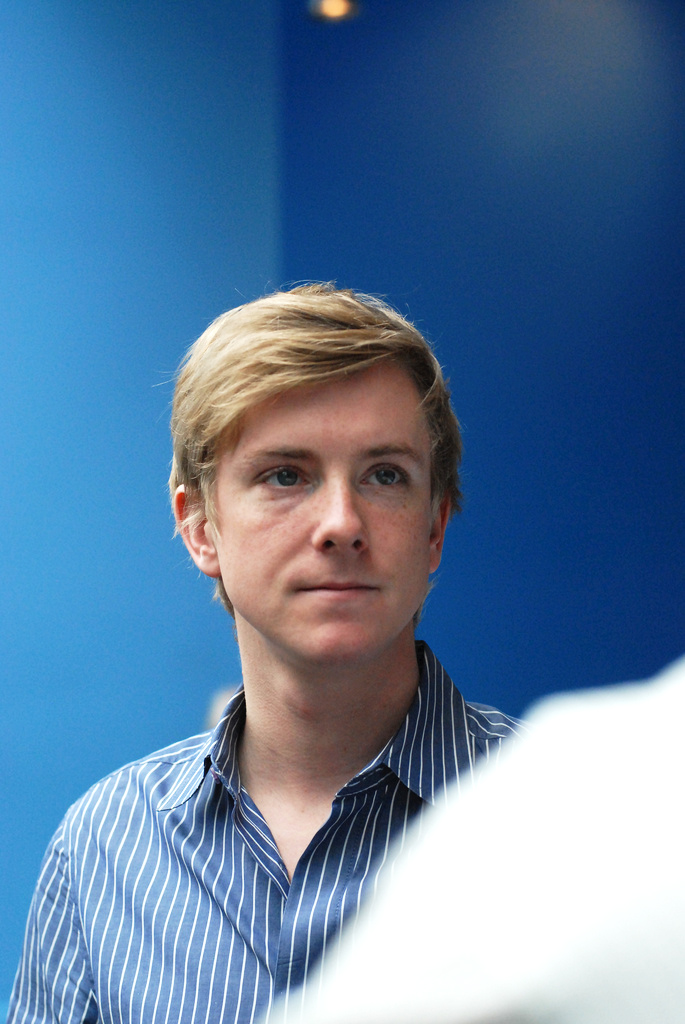
創業者のクリス・ヒューズ

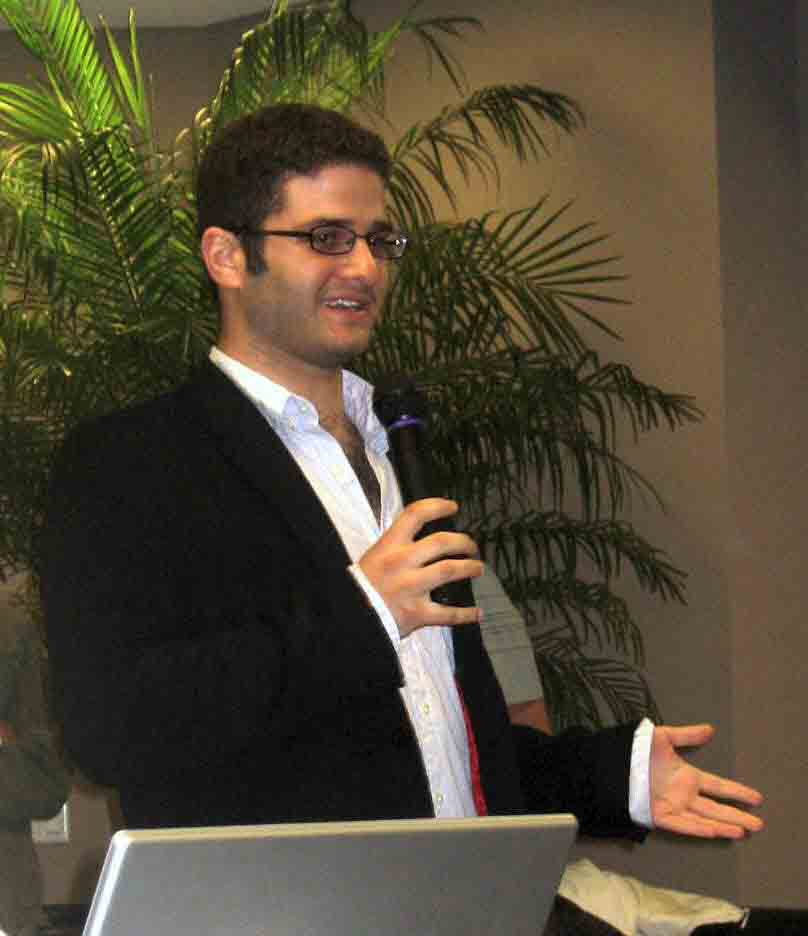
創業者のダスティン・モスコヴィッツ

ハーバード大学の学生だったマーク・ザッカーバーグはハッキングをして得た女子学生の身分証明写真をインターネット上に公開し、公開した女子学生の顔を比べて勝ち抜き投票させる「フェイスマッシュ」というゲームを考案した。これは大学内で問題になり、ザッカーバーグはハーバード大学の半年間の保護観察処分を受けるに至った。
2004年、ザッカーバーグはハーバード大学の学生が交流を図るための「Thefacebook」というサービスを開始した（本人の登録制）。その数日後、スタンフォード大学やコロンビア大学、イェール大学などの学生からの「同じようなサイトが欲しい」との要望に応え、いわゆるアイビー・リーグの学生にも開放した。その後、徐々に全米の学生に開放され、学生生活に欠かせないツールとなった。大学のメールアドレス（.eduドメイン）を所有する大学生のみに参加が限られていたが、2006年初頭には全米の高校生に開放し、2006年9月までには一般に開放され、有効なメールアドレスさえあれば世界中の誰もが利用できるようになった。2004年4月、正式にフロリダ州にLLCとして登録。パートナーは、ザッカーバーグ、モスコヴィッツ、サベリンの3人。
顧問のマット・コーラーにより、最初に採用されたエンジニアとしてスティーブ・チェンが働く。しかし、数週間でPayPal時代の友達と「ビデオサイトを作る」と言って辞めようとする。コーラーには、「一生、後悔するぞ。フェイスブックはすぐに大きい会社になるんだ。ビデオサイトなんて掃いて捨てる程あるじゃないか」と説得されるも聞かず、ビデオサイト（YouTube）を作るために去る。
ケビン・エフルシーがザッカーバーグに、運営に関する知識が極めて豊富な者が必要と、ジェフ・ロスチャイルドを推薦する。彼はVERITASをシマンテックに売却し悠々自適な身で、何週間かはコンサルティングに応じるつもりだったが、ザッカーバーグとFacebookの虜になり、フルタイムの社員となることで会社の信用が上がった。ロスチャイルド曰く「私は、連中がデートサイトを作っていると思った。しかし、彼らのビジョンを理解すると、今までのサイトとはまったく別物だった。大学内限定で友達との情報を交換するもっとも効果的なチャンネルを作ろうとしている」としている。
2006年9月5日、「News Feed」と「Mini Feed」機能を開始。2007年10月24日、マイクロソフトが広告に関する独占的契約、Windows LiveおよびXbox Liveとのシステム統合を含み、Facebookに2億4000万（約264億円）ドルを出資し、同社の株式1.6％を取得した。マイクロソフトはFacebookの時価総額を150億ドル（約1兆6500億円）と評価している。マイクロソフトがYahoo!買収にあたって提示した金額は446億ドル（約4兆9060億円）であり、FacebookはYahoo!の3分の1の市場価値があると見られている（2008年4月）。
2007年10月31日、GoogleがOpenSocialAPIを公開。Orkut、セールスフォース、LinkedIn、Ning、Hi5、Plaxo、Friendster、Viadeo、オラクルらが参加。2008年1月25日、FacebookAPI"JavaScript Client Library"を公開したことにより、SNS業界にとどまらず、IT業界全体にSNSのオープン化に拍車をかける。アプリケーションの総数は約17,000。毎日、約140のアプリケーションが追加されている。2008年5月9日、MySpaceがDataPortabilityパートナーとして、Yahoo!、ebay、Twitter、Photobucketと提携。2008年5月10日、Facebook Connectを発表。2008年5月12日、GoogleがFriend Connectを発表。2008年5月15日、Facebookが、GoogleのFriend Connectに対し、Facebookのプライバシー標準を満たさないものとして接続を拒否する。2008年5月19日、マーク・ザッカーバーグが来日し講演。その場で日本語版が一般公開された。
2009年、先行していたMySpaceを追い抜き、世界最大規模のSNSサイトとなった。2009年9月3日、Windows LiveおよびXbox Liveとのシステム統合に際し、Activity Streamsを採用したと発表。2009年11月9日、「Microsoft SDK for Facebook Platform」をリリースした。2010年7月22日、アクティブユーザが、全世界で5億ユーザを突破と発表。2010年9月24日、Facebook創設への経緯を描いた映画「ソーシャル・ネットワーク」が公開された。日本では2011年1月15日公開された。2011年9月9日、Bing Translatorを用いた機械翻訳機能が搭載された。2011年12月19日、本社をパロアルトのスタンフォード研究公園からメンローパークのサン・マイクロシステムズ跡地に移した。2012年5月18日、NASDAQ市場にてIPOが実施された。2020年5月6日、Facebook監督委員会の初期メンバー（委員）20人が発表された。
2021年11月28日、Facebook, Incが社名をMeta Platforms, Inc.に変更したことにより、FacebookはSNSの名称として維持される。2022年3月4日、ロシア国内でFacebookが閲覧できなくなったほか同年3月21日には運営会社のメタが過激派組織に認定された。

## 機能
ソーシャル・ネットワーキングを行う基本的な機能のほかに、以下のような特徴的な機能を持っている。

### Facebook Connect
Facebook Connectは外部サイトの希望するページにFacebookとのリンク情報を加えることで、Facebookでの認証を実行してFacebookのソーシャルネットワークと関連づけることが可能になる機能である。また、こういった外部サイトでFacebookユーザーが行うことも、Facebookへはアクティビティ情報として反映される。

### Facebookページ
Facebook内には著名人や企業が作成できる「Facebookページ」があり、広告したりファンを集めたりすることができる。元は「ファンページ」という名称。

### スマートリスト
登録した人を自動的に分類する。

### Facebook Watch
Facebook内で、クリエイターやパブリッシャーがアップロードした動画を視聴し、それをシェアしたりリアクションやコメントを付けたりできるセクション。
2020年6月の発表では毎月12億5000万人の訪問者を獲得しているという。

### Facebook Gaming
Facebook内で、ゲームをプレイしたり、ゲーム動画を視聴したり、ゲーム関連のグループで交流できるセクション及びAndroidアプリ。

### Facebook onion address
プライバシーを重視するユーザー、国家の監視を受けているユーザー向け。内部告発による国際的監視網の発覚を受け、2014年に提供開始された。Tor onion serviceを使用して運営されており、秘匿性が高く国家レベルの盗聴も不可能である。これに加えBridge接続の併用は、ネット検閲が厳しく通信を遮断される恐れのある独裁国（権威主義国）からの接続に最適である。利用は、Onionドメインの閲覧に対応するウェブブラウザ（Tor BrowserやiOS専用のOnion Browser、Desktop版Braveのプライベートブラウジングモード）を使い、専用のアドレス（www.facebookwkhpilnemxj7asaniu7vnjjbiltxjqhye3mhbshg7kx5tfyd.onion）に接続することで行える。

## 国際的展開
2017年初頭の時点での全世界のユーザー数は18億人を超えている。

### 日本
2008年5月、日本語化されたインターフェイスを公開。これは運営側が翻訳を行ったわけではなく、ボランティア利用者がサードパーティーの翻訳アプリケーションを使っての無償作業の成果であった。5月19日、CEOのマーク・ザッカーバーグが日本で記者会見を開き、翻訳に関わったすべての利用者に感謝を示した。同日夜にはFacebookの開発者向けイベント「Facebook Developer Garage Tokyo」が東京渋谷区で開催された。Facebook, Inc.は日本国内で「Facebook」（称呼はフェースブック）を2007年11月21日に、「フェースブック」と「顔本」（呼称はカオホン、ガンホン、ガンポン）を2010年5月25日に商標出願した。2010年2月、アメリカ以外では初となる海外法人「Facebook Japan株式会社」を日本（東京都港区）に設立した。日本がFacebook後進地域であったのは当初日本語のサービスが極端に少なかったこと、英語版のレイアウトを日本語版がリアルタイムで反映しなかったことなどの問題点が、即急には直らないことが挙げられた。こうした点から、世界の潮流とはまったくかけ離れたところでFacebookへのネガティブな記事の投稿が日本だけ目立っている。Facebookが進出した当時の日本はmixi、Mobage、GREEなどの既存SNSやTwitterに押されて普及が進まず、「Facebook後進国」とも呼ばれていた。前田邦宏（関心空間創業者、玉川大学経営学部非常勤講師、東京大学大学院情報学環客員研究員）は、これらの要因として、「日本人と海外との人間関係の数」がそもそも少ないこと、既存のSNSがユーザーを押さえていること、「グローバルなネットワークというメリットが日本人にとって弱い」ことを挙げている。前田はさらに、Facebookのアカウントは実名と本人の顔写真、実社会でのプロフィールの登録が義務づけられているが、「それらを誇れる人にとっては有効なのですが、コンプレックスを感じる人にとっては見えない壁を感じる」と指摘している。さらに「英語でのコミュニケーションができなければ、メインとなるネットワークの中にまったく入っていけません」とも指摘していた。一時期は「就活に必須」として若年層にも広まる傾向があったが、それも一過性に留まった。ITジャーナリストの三上洋によると、日本のFacebookは完全に中高年のものになったという。
日本国内の利用者数は2010年12月で約308万人、2011年9月末に1000万人を超えた。2012年に大きく報道され、日本発のSNSよりも人気が高くなったことが多くのメディアで報道され始めた。2015年12月時点で2500万人と踏ん張っていたが、2021年1月時点でもFacebookユーザ数は2500万人前後で、ピークの2800万から減少に入っている。2019年末時点で買収したInstagramには、Facebookと同じ運営会社でありながら、元々は異なる運営会社であった経緯もあることで、匿名での登録が可能となっていることもあり、3300万人のアクティブユーザーがいる。なお、FacebookやInstagramと同じ運営会社で2023年7月6日に運営を開始したThreadsも、Instagramと同じく匿名での登録が可能となっている。そのため、著名人の名を騙った詐欺広告が横行しており、当該本人が各媒体を通し抗議と通報を主なうも、適正な対処がされていないのが現状。

### 中華人民共和国
中華人民共和国（香港特別行政区、マカオ特別行政区を除く）では、グレート・ファイアウォールによってFacebookへの接続規制がされており、類似サービスの人人網が多くのユーザを集めている。2011年2月時点のFacebook利用者は70万人となっている。2018年にFacebookは中華人民共和国に子会社を設立したものの、共産党政府は承認を撤回した。

### インド
2015年6月現在のユーザー数が約1億2500万人で、ユーザー数はアメリカに次ぐ世界2位である。

### チュニジア
2010年から2011年にかけてチュニジアで発生したジャスミン革命では、情報交換のためにFacebookが大きな役割を果たしている。

### エジプト

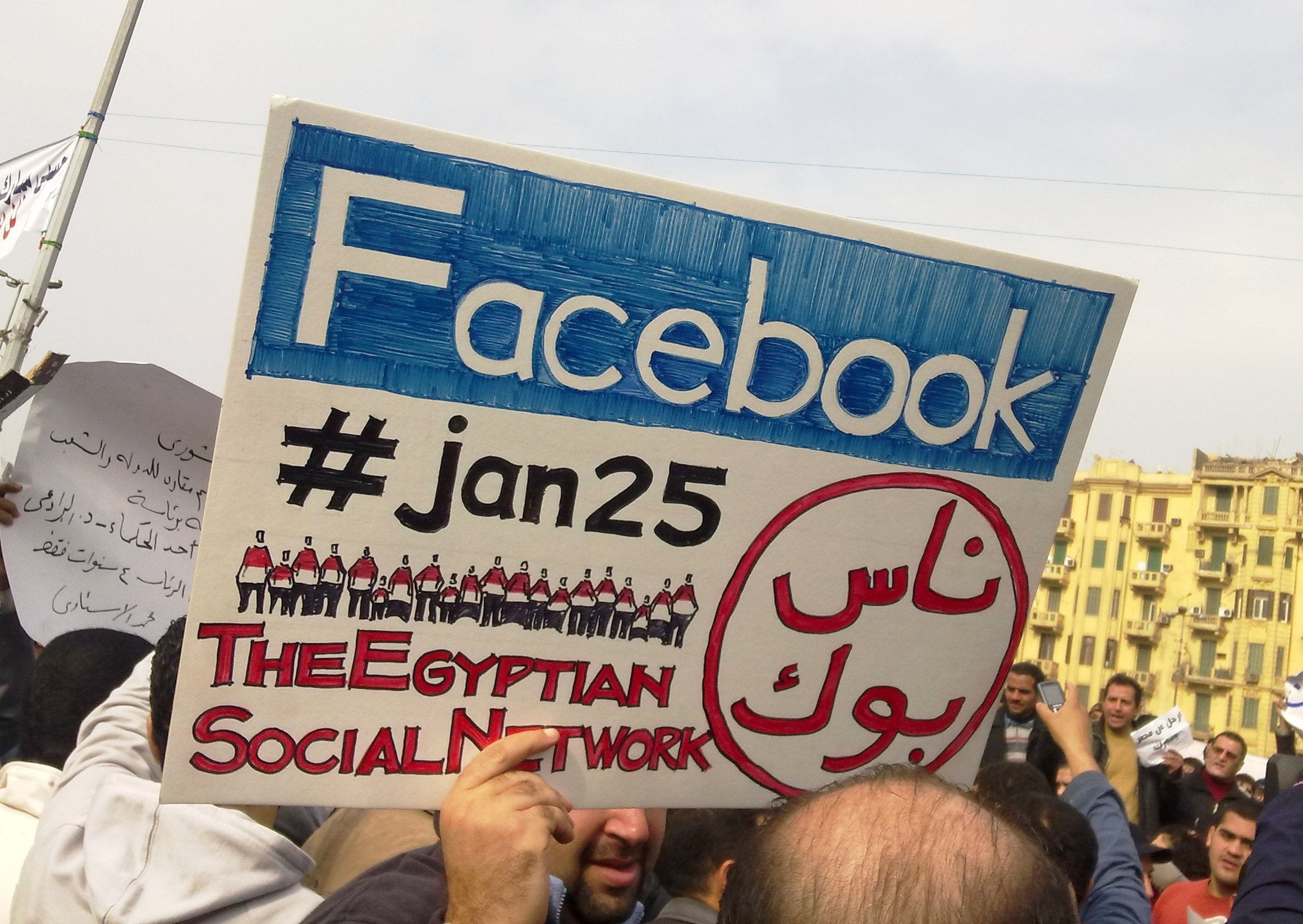
Facebookと「#jan25」のハッシュタグの使用を呼びかけるプラカードを掲げるエジプトのデモ参加者。（2011年2月1日撮影）

2011年エジプト騒乱では4月6日運動と呼ばれるグループが大規模デモやストライキを呼びかけた。ホスニー・ムバーラク大統領は辞任に追い込まれたことから、「フェイスブック革命」と評価した者もいた。
一方では、Facebookは実名（2012年より、広く通用している芸名、ペンネームなどであれば通称も可能にはなったものの、これは連絡先が容易に特定できる有名人に限定されている）登録制なので、政府の追及から逃れるため仮名で登録した活動家に実名を要求し、あるいは実名公開を余儀なくされた活動家が当局に逮捕されるなど、活動に水を差す事態も起こった。こうした制約から、実際の運動では従来の口コミやビラが主力であり、FacebookやTwitterだけが「デモを組織したわけではない」という指摘もされている。

## セキュリティやプライバシーの問題
Facebookのセキュリティの脆弱性はたびたび指摘されている。2011年になってHTTPS常時接続を導入したが、依然として携帯電話などのモバイル端末にとってはもっとも深刻な脅威を招くサイトと考えられている。
タイムラインは2011年9月23日に発表された機能である。当初は、2011年10月から開始する予定だった。しかし9月29日、プライバシー保護団体の米電子プライバシー情報センター (EPIC)が、タイムラインにはプライバシー上の問題があるとして、米連邦取引委員会 (FTC)に対して調査要請を提出した。また、2009年12月にはFacebookがプライバシーポリシーを変更した。これにより、個人情報が利用者に無断でサードパーティーに提供されたことに対して、EPICほかのプライバシー擁護団体や個人が、FTCにFacebookを提訴した。この結果、2011年11月29日、「セキュリティやプライバシーに関して誤解を招く表現を使わないこと」「プライバシー設定の変更は、利用者が明示的に承諾するオプトイン方式を採用すること」で両者は和解した。タイムラインがはらむリスクを回避するには、 プライバシー設定を見直す必要がある。
そのほか、アプリの一つである「誕生日」（旧「マイカレンダー」）について、ひとたび入会してしまうと（設定を書き換えない限り）知らず知らずに友達に「誕生日に入りませんか？」というスパム勧誘を送り続けてしまう点や、iPhoneにおけるFacebookアプリが、iPhoneに登録されている連絡先をFacebookへ勝手に登録し、Facebookはその登録先に対して、2週間ごとに勝手に「招待メール」を送付してしまうなどの問題も存在する。
2013年6月、加入者の個人情報がアメリカ国家安全保障局等により運用されている大量監視プログラムPRISMにより、アメリカの情報機関に提供されていたことがワシントン・ポストやガーディアンよって報道される。
2013年6月27日、Android用の公式アプリが無断で端末の電話番号を送信していたことがシマンテックの解析により判明する。これに対して、Facebookは事実を認め、電話番号を収集・送信したのはプログラムのバグであると弁明した。収集した電話番号は削除したとされるが、第三者による確認は取れていない。
2013年12月からの新機能として、他ユーザーの個人情報画面で、アドレスや住所などを「リクエスト」するボタンを押下すると、当該ユーザー側にはその可否を問う小画面が表示されるという「情報授受」の仕組みが採用された。しかしその小画面内には、「開示先（＝情報を欲しがっているリクエスト元の人）」の名前ボタンの横に「友達」というボタンも表示される。リクエストを求められた当該ユーザーが、誤ってこの「友達」を押してしまうと、リクエストした元のユーザーのみならず、すべての「友達」に対して、当該個人情報が公開されてしまう。
2015年11月3日、F-Secure社に勤める男性が、漫画家・はすみとしこがFacebookで公開したイラストに「いいね」をしたとされるユーザーを人種差別主義者として糾弾。氏名や居住地、出身校、勤務先を、Facebook上の情報からリスト化して公開した。それらの住所に嫌がらせをほのめかす書き込みがネット上に相次ぎ、問題となった。
2016年、利用者の携帯電話から音声を収集・分析しターゲッティング広告のために使用しているとの疑惑に否定的な公式コメントを発表。

### 2018年3月の流出
2018年3月に個人情報の流出が報道され、2018年4月4日にそれが約8700万人であったと発表した。Facebookの約8,700万人に及ぶユーザー情報流出問題が議会から問題視され、ザッカーバーグが米連邦議会上院司法委員会および米連邦政府下院エネルギーおよび商業対策委員会の公聴会に召喚された。

### 2018年6月の広告主への個人情報の特別提供
2018年6月8日付のウォール・ストリート・ジャーナル電子版が、Facebookが広告主である日産自動車など数社に対し、利用者の友人や電話番号および関係の親密度の分析結果などの個人情報を、特別に提供していたと報じた。これについて日産は、Facebookと連携している同社アプリのシステム変更を実施した際、変更が完了するまで閲覧可能になっていたと説明した。

### 2018年9月の流出
2018年9月28日に個人情報が流出していたことを発表。
| 流出内容 | 対象人数   |
| --- | ---------- |
| - 氏名 - 連絡先情報（電話番号・メールアドレス、あるいはその両方など、プロフィールに登録されているもの） - ユニークURLのためのユーザーネーム - 性別 - 言語設定 - 交際ステータス - 宗教 - 出身地 - 自己申告による居住地 - 誕生日 - Facebookにアクセスする際に使用したデバイスの種類 - 学歴 - 職歴 - チェックインもしくはタグ付けされた直近の10のロケーション - ウェブサイト - フォローしている人やページ - 15の直近の検索情報 | 約1400万人 |
| - 氏名 - 連絡先情報（電話番号・メールアドレス、あるいはその両方など、プロフィールに登録されているもの） | 約1500万人 |
| アクセストークは盗まれたが、個人情報にはアクセスされなかった | 約100万人  |

### 2018年10月の流出
2018年10月6日に、25万人の個人情報が流出していると報道された。

### パスワード平文保存問題
2019年3月21日に、2019年1月の社内調査で発見した利用者数億人分のパスワードが暗号化処理を経ずに社内に保存されていた問題を発表した。適切な暗号化処理が行われずに保存されていたのは、Facebook利用者数千万人、Facebook Lite利用者数億人、Instagram利用者数万人分のパスワードである。Facebookによると、通常はパスワードを判読不可能にする技術を用いてパスワードを自社システム内に保存しているが、一部の利用者のパスワードは判読可能な形式のまま保存されていた。これらのパスワードは社外に閲覧される状態ではなかったとし、社内でも不正使用・不正アクセスが行われたことは確認できていないとしている。この問題は発覚から発表までに修正された。
2019年4月18日、3月に公開したFacebook・Instagram・Facebook Liteの数億人分のパスワードを可読な状態（平文）で社内に保存していたという発表文を更新し、当初は「数万人分」としていたInstagramのパスワードの数を「数百万人分」に修正した。アクセスログでは約2,000人がプレーンテキストのパスワードを含むデータに、約900万回のクエリを実行していた。

### メールパスワードの収集
2019年4月、2016年5月からユーザー150万人分の連絡先情報、メールパスワードを収集していたことを認めた。

## 通信障害
2021年10月、フェイスブックやインスタグラムなどで約6時間にわたりアプリにアクセスできなくなるなどの世界的な障害が発生。
2024年3月5日。インスタグラムとともに約2時間にわたって大規模な障害が発生。日本や欧米など世界的な規模で約2時間ログインできない障害が報告された。

## 人権・検閲問題

### 検閲措置

#### ベトナム戦争時の写真
2016年9月9日、ベトナム戦争 (Vietnam War)でナパーム弾攻撃の被害を受けて逃げる裸の少女の写真（フィン・コン・ウト撮影「戦争の恐怖」1973年ピューリッツァー賞受賞）に対して自社サイト上で行っていた検閲措置を撤回した。検閲措置に対しては多数の人々から批判が集まっていた。ノルウェー人作家のトム・エーゲラン (Tom Egeland)氏が戦争写真に関する投稿で、この写真を使用したことで始まった。Facebookは同氏の投稿をただちに削除。これに反発した人々が次々と同じ写真を投稿したが、Facebook側はその度に投稿を削除し続けた。ノルウェーのエルナ・ソルベルグ (Erna Solberg)首相もこの写真を投稿したが、その数時間後に削除された。
その後の声明で、「児童ポルノに該当するものだ」としたうえで、今回の写真については重要性を認め検閲の撤回を決めたと説明したが謝罪には至らなかった。

#### アメリカ合衆国大統領への検閲
2021年1月6日の連邦議会議事堂襲撃事件を受けて、不正選挙疑惑や暴力を煽る投稿をしたとして、現職のアメリカ合衆国大統領だったドナルド・トランプのアカウントを一時凍結した。政権移行が完了する1月20日までの予定だったが、同年2月下旬以降もアカウント凍結は継続中。

### 花嫁オークション問題
南スーダンで暮らす少女がFacebook上で花嫁としてオークションにかけられ、その後、11月3日に結婚させられていたと報道され問題となった。オークションが行われた投稿は10月25日に投稿され、その後Facebookは2週間以上経過した11月9日に投稿を削除したが、その時点ですでに少女は結婚させられていた。

## その他の問題

### 自動翻訳機能の欠陥
2020年1月、ミャンマーのアウンサンスーチー国家顧問の公式ページなどにおいて、ビルマ語で書かれたミャンマー訪問中の中国国家主席（党総書記）・習近平の名前はFacebookの自動翻訳機能により、英語で「Shithole」に翻訳してしまった。Facebook側は同社のビルマ語の単語帳に「習近平」が載っていないから、「shi」から始まる言葉を全て「shithole」に翻訳したと釈明し、この事態について謝罪した。

### 化石燃料の広告掲載
国際連合事務総長のアントニオ・グテーレスは、激化する地球温暖化を受けて、Facebookをはじめとするビッグ・テックに化石燃料業界の広告掲載（グリーンウォッシングへの協力）をやめるよう警告している。